# Gasthuisstraat (Venlo)
De Gasthuisstraat is een van de oudste straten in de binnenstad van de plaats Venlo in de Nederlandse provincie Limburg.
De straat is vernoemd naar het verdwenen Sint-Jorisgasthuis. Alleen de Sint-Joriskerk herinnert nog aan de voormalige bestemming van nagenoeg de gehele noordzijde van de straat. In de Stadsrekeningen wordt vermeld, dat een stratenmaker in 1385 heeft gewerkt aan de straat vóór het gasthuis. Volgens Henri Uyttenbroeck werd de straat in 1438 nog niet Gasthuisstraat genoemd. Op de hoek met de Begijnengang lag de ingang van het Kruisherenklooster, dat zich over de hele westzijde van deze Begijnengang uitstrekte tot aan de Klaasstraat. De toegangspoort van dit verdwenen klooster heeft een nieuwe plek gekregen ten noorden van de Martinuskerk. Het meest in het oog springende pand van deze straat heet Stad Frankfort, een laatmiddeleeuws pand dat destijds een zogenaamd handelshuis was. Inmiddels is vastgesteld, dat dit uit 1344 stammende huis het oudst bewaarde pand van Venlo is.
Op 23 augustus 2011 besloot de gemeente om de gehele straat te beschermen als gemeentelijk monument. Volgens bouwhistorisch onderzoek dateert een groot deel van de huizen aan de Gasthuisstraat in de kern nog uit de late middeleeuwen.

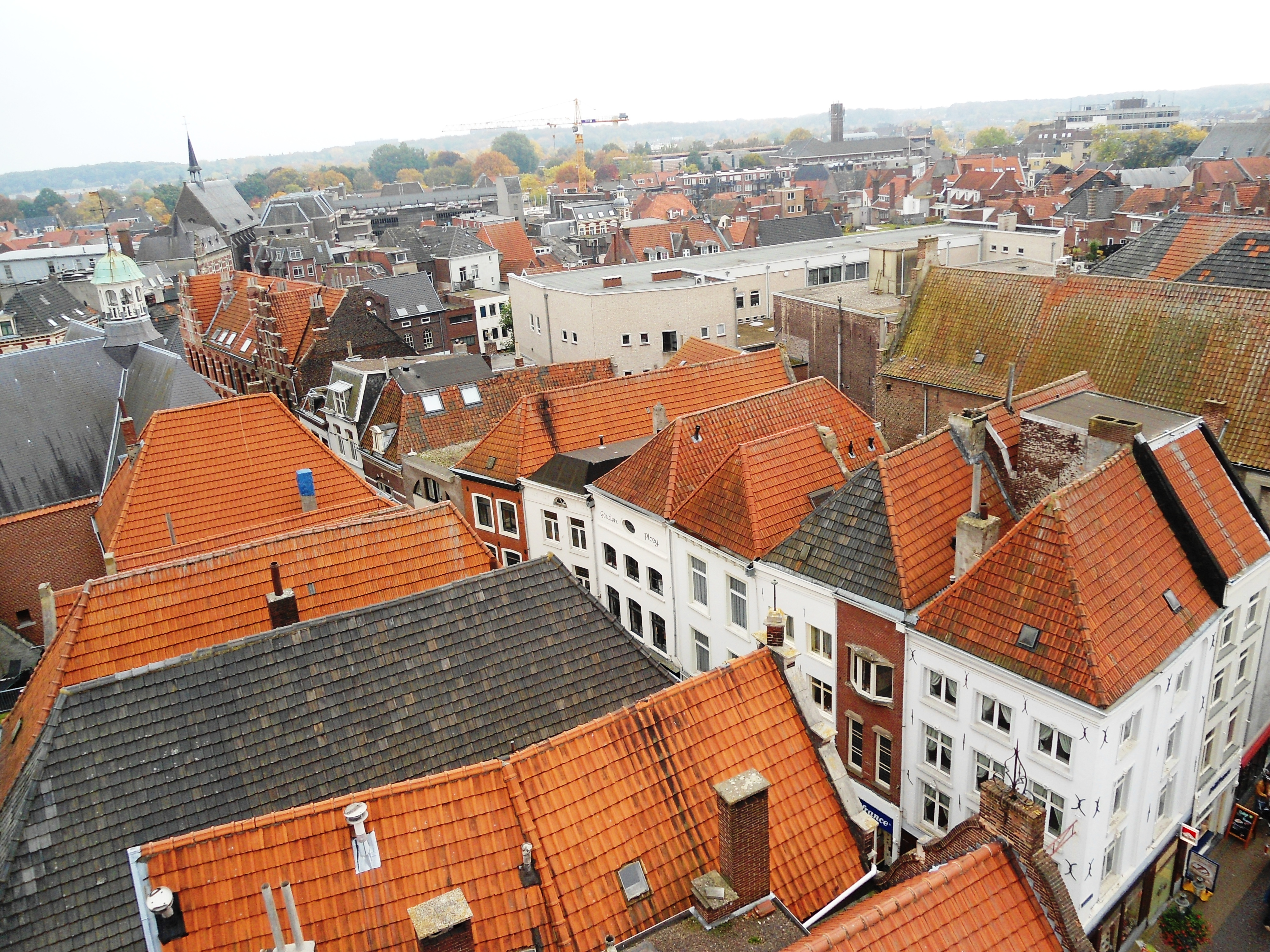
Gasthuisstraat Venlo van bovenaf